# Gyalár

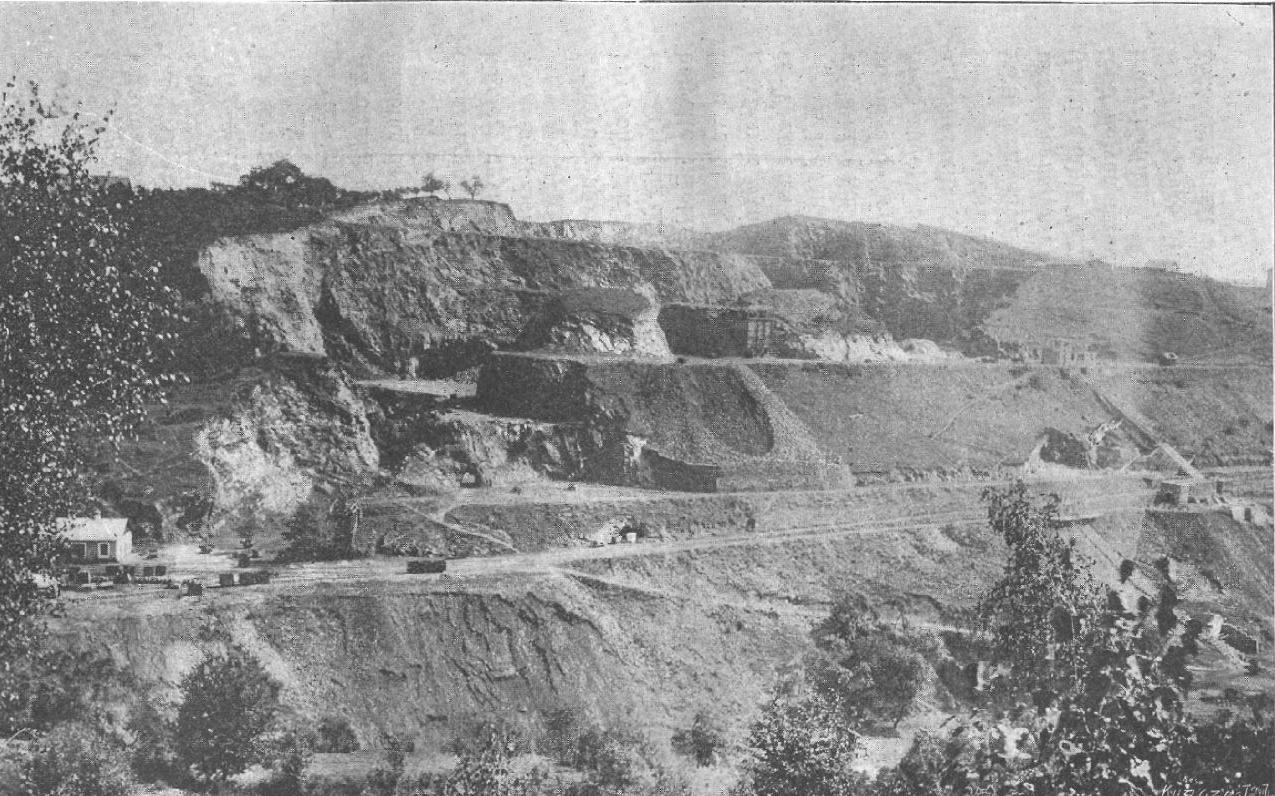
Külszíni fejtés Gyaláron, 1896-ban

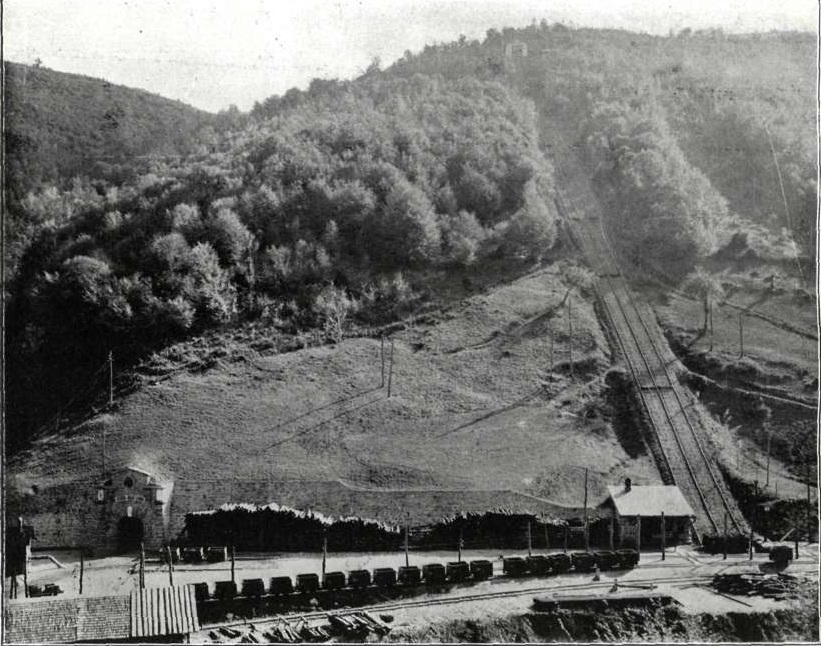
A retyisorai sikló és az altáró bejárata a századfordulón

Gyalár (románul: Ghelari, 1981-ig Ghelar, németül: Gelar) falu Romániában, Erdélyben, Hunyad megyében.

## Fekvése
Vajdahunyadtól 20 km-re délnyugatra, 765 méteres tengerszint feletti magasságban fekszik. A község területéből 2668 hektár erdő, 1024 rét és 558 legelő.

## Nevének eredete
Neve a román deal 'domb' szóból származik. Első említése: Gyélár (1733).

## Története
A rómaiak a sziklafalba fúrt, két–két és fél méteres lyukakban folytatták a vasérc bányászatát. A határában 1895-ben felfedezett 9. századi vasolvasztó kemence ma a British Museum tulajdona.
1730-ban templomát a görögkatolikusoknak adták. A templom nélkül maradt ortodoxoknak a hagyomány szerint a református vallású földesúr, Berencz György építtetett templomot, fogadalomból. 1779-ben a dévai ferencesek kápolnát építettek, majd 1783-ban plébániát alapítottak. 1857-ben átköltöztek Govasdiára, a kápolnát pedig átadták a görögkatolikusoknak.
A település határa alatt található vasérctelep képezte az alapját a környék vaskohászatának. A korai újkorban az ércet bányászjobbágyok fejtették ki a falutól délre fekvő, későbbi nevén Felső bányá-ban és lóháton, kosarakban, illetve szekereken szállították a műhelyekbe. A govasdiai kohó megépítése után fellendült a vasércbányászat. 1863-ban külszíni fejtésbe kezdtek. A bányákat 1870-ben a magyar állam vette meg. 1879 körül a kitermelt vasérc felét Budapestre, másik felét Kudzsirba és Ósebeshelyre szállították. A termelés 1880 és 1897 között az évi 200 ezerről kétmillió-egyszázezer mázsára nőtt.
A Retyisora-völgyben 1866-ban hatszáz méter hosszú alagutat fúrtak, és Govasdiáig lóvasútvonalat építettek ki. Ezt 1871-ben három szakaszból álló, 5120 méter hosszú, 633 milliméteres nyomtávú iparvasúttá bővítették. A vajdahunyadi vasmű átadása után, 1882-ben drótkötélpályát építettek Vajdahunyadig, amely 1901-ig üzemelt. 1888-ban pedig Retyisoránál egy 260 méteres és Nadrabnál egy 140 méteres siklót állítottak üzembe. A 2000-es években elbontott keskeny vágányú vasút nagy része 1897 és 1900 között épült ki Erdélyi bányavasút néven, több híddal, viadukttal és egy 754 méter hosszú alagúttal. A Vajdahunyadról induló vonalat összekötötték a korábbi lóvasút pályájával. Rajta villamosmozdonyok vontatták a szerelvényeket.
A betelepült munkások számára 19 négylakásos munkásházat építettek és 1883-ban állami (magyar tannyelvű) iskolát nyitottak. 1893-ban a falutól nyugatra megnyitották Mihálybányá-t. 1895-ben megépült negyedik kohója, az akkori Magyarország legnagyobb nagyolvasztója, évi 400 ezer mázsás kapacitással. 1897–1898-ban a Retyisora-patak vizét felfogva kis víztározót létesítettek, amelyhez kapcsolódva kiépítették a bányásztelepülés ivóvízhálózatát. 1900-ban felavatták a 16 km-es Vajdahunyad–Retyisora üzemi vasutat. 1901-ben, a keskeny vágányú vasút nadrabi mellékágának végén felavatták a retyisorai altárót. 1902-ben megépült az ötödik nagyolvasztó. A településről származott a vajdahunyadi vasgyár nyersanyagának legnagyobb része. 1910-ben már 1081 bányász dolgozott a fejtéseknél, és Gyalár munkaképes lakosságát szinte kivétel nélkül a bánya és az iparvasút alkalmazta. 1895-től gyógyszertár működött benne.
A két világháború között a bányászat továbbfejlődött. Míg 1891-ben 943 tonnát, 1934-ben már 49 184 tonna vasércet termeltek ki.
A szocializmus idején blokknegyedet építettek a községben. Miután Vajdahunyadon 1999 nyarán végleg leállították az utolsó nagyolvasztót, a gyalári vasércbányában a galaci kombinát számára termeltek vasércet 2005-ig. 2005 szeptemberében, a gazdasági viszonyok miatt a bányászat megszűnt és a bányák bezártak.

## Lakossága
1850-ben 939 lakosából 907 volt román nemzetiségű; 895 ortodox és 32 görögkatolikus vallású.

1900-ban 1777 lakosából 1264 volt román, 272 magyar, 93 olasz, 91 német és 40 horvát anyanyelvű; 1182 ortodox, 392 római katolikus, 108 görögkatolikus, 55 református, 19 zsidó és 13 evangélikus vallású. A lakosság 30%-a tudott írni-olvasni, a nem magyar anyanyelvűek 19%-a beszélt magyarul.

2002-ben 1919 lakosából 1881 román és 38 magyar; 1851 ortodox, 33 római katolikus és 23 református.

## Látnivalók
- A régi ortodox templom a 18. században épült, belsejét 1770-ben Simion Popa és a pitești-i Nicolae festette ki. A háta mögött 1939-ben hatalmas, bizánci stílusú „katedrálist” kezdtek építeni, amely tulajdonképp a medgyesi ortodox katedrális másolata, és amelyet csak 1973-ban fejeztek be. Ennek a nagyobbik templomnak hét tornya van, belsejét 4000 m² felületen festmények díszítik. Mellé 1993-ban apácakolostor is épült.
- A református templom (1913).
- A retyisorai vasút műtárgyai.
- Biserica fetelor- ('Lányok temploma') barlang.

## Oktatás
A községközpontban elméleti líceum működik.

## Gyalár a magyar kultúrában
Egy 1913-ban a gyalári Măria Lăscuțoni Zric által gramofonra énekelt, Hai cu toții să suimu... ('Mindannyian emelkedjünk fel...') kezdetű kolindát Bartók Béla feldolgozott a Román kolindadallamok II. sorozatának 10. darabjaként.

## Képek
Adler Lipót felvételei a 20. század elejéről:

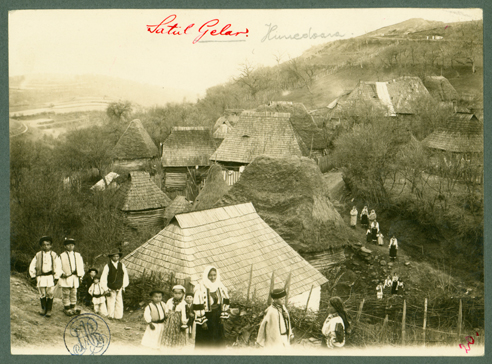
Látkép
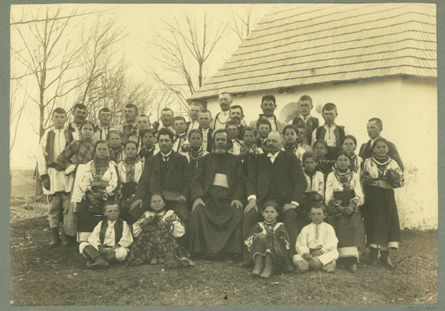
Ortodox templomi kórus
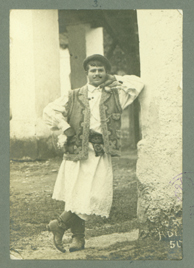
Román viseletek
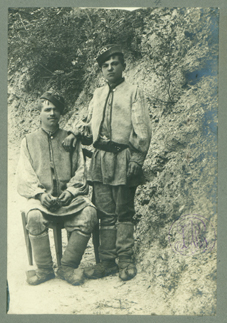
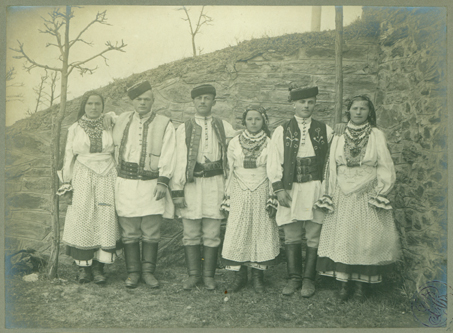
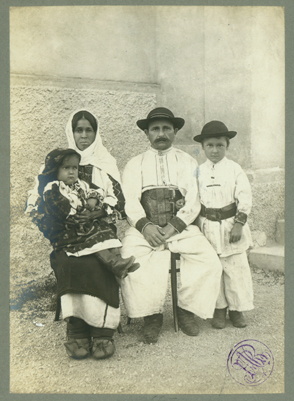
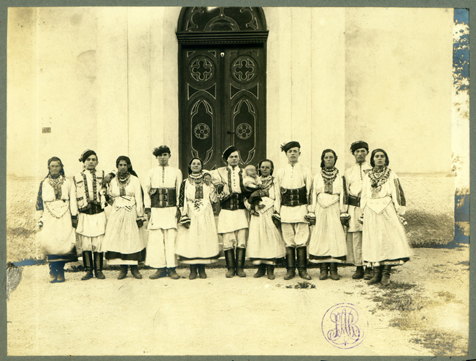
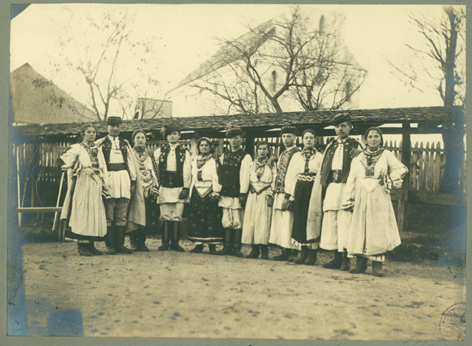
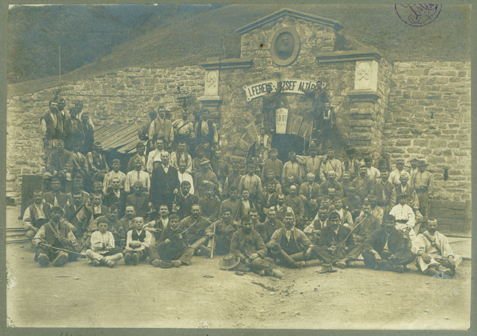
Bányászok
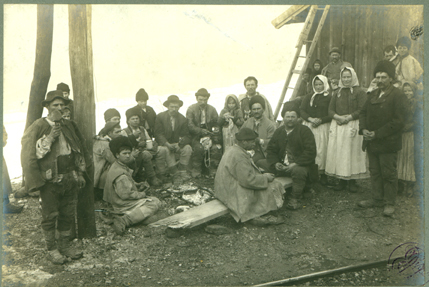